# Judita Levitnerová
Judita Levitnerová (* 13. srpna 1994, Hradec Králové) je česká malířka a umělkyně pracující s textilem.

## Život a dílo
Vystudovala Ostravskou univerzitu (Ateliér malby – Daniel Balabán) a pokračovala v magisterském studiu na Fakultě výtvarných umění v Brně (Ateliér malby 2 – Luděk Rathouský a Ateliér intermédií – Pavel Sterec). Tam také získala pod vedením doc. Lenky Klodové, Ph.D., doktorát s disertační prací na téma Současný informel.
Ve své tvorbě vychází především z média malby, malířské postupy však přenáší i do tvorby v jiných uměleckých formách, ať už jde o objekty, užitou módu nebo živý vizuální doprovod k hudebním vystoupením. Pracuje opakovaně s metodou imitace, kterou vnímá především jako další forma přiblížení se ke zkoumanému předmětu a jako péče o zapomenuté výtvarné techniky.
S brněnským HaDivadlem a Studiem Intermedia spolupracovala na vzniku divadelní hry Sedimenty diagnózy wellness, ke které vyšla stejnojmenná kniha (2021).
V roce 2024 byla oceněna Cenou Jinřicha Chalupeckého. V témže roce začala psát odbornou publikaci Art protis – tapiserie z černých ovcí.

## Vybrané výstavy
Výběr výstav:
Samostatné:
- 2024: Dissolving Shadows (s Lenkou Glisníkovou), Galerie 35M2, Praha
- 2023: Pod Sluncem Měsíce, Galerie Art, Brno
- 2023: Od hlavy k patce, Galerie mladých, Brno
- 2021: Close Banks / ONLINE, Zaazrak|Dornych, Brno

Společné:
- 2025: Palác (volného) času, GHMP Zámek Troja, Praha
- 2024: Cena Jindřicha Chalupeckého 2024, Moravská galerie v Brně, Brno
- 2024: Bienále Ve věci umění 2024, Národní galerie Praha
- 2024: Hranice nejednoznačnosti, Meetfactory, Praha
- 2024: Good Job, Galerie Hraničář, Ústí nad Labem
- 2023: Black Hole Sun, G99, Brno
- 2022: Lidé jsou křehké bytosti, ale měkké cíle, Pragovka Gallery, Praha
- 2019: I Follow The Shapes of The Shadow of My Hand, Garage Gallery, Praha